# 內政部空中勤務總隊
內政部空中勤務總隊（簡稱空勤總隊、空勤）是中華民國內政部附屬機關，為唯一負責公有航空器使用、調度、維護等業務的非軍事政府機關。成立於2005年11月9日，為因應2000年八掌溪事件時政府之公有航空器分屬不同機關造成調度困難，故將內政部警政署空中警察隊、內政部消防署空中消防隊籌備處、交通部民用航空局航空隊及行政院海岸巡防署空中偵察巡邏隊等四單位所合併整編成立。其五大主要任務為救災、救難、救護、運輸及觀測偵巡。

## 歷史
2004年2月25日第二八七九次行政院會議決議通過「內政部空中勤務總隊籌備處暫行組織規程」及編制表，將內政部警政署空中警察隊、內政部消防署空中消防隊、交通部民用航空局航空隊及行政院海岸巡防署空中偵巡隊整併。同年3月10日內政部成立內政部空中勤務總隊籌備處，統籌調度執行陸上及海上空中救災、救難、救護、觀測偵巡、運輸等五大任務，並推動組織法制化工作。
2005年6月22日總統令公布《內政部空中勤務總隊組織法》，11月9日內政部空中勤務總隊正式成立，成為中華民國內政部第八個附屬機關。該法於2013年8月21日修正，2014年1月1日施行。

## 平時任務
- 空中勤務制度之規劃、協調及執行。
- 空中勤務之研究發展。
- 空中勤務航務、機務、後勤補給之規劃及執行。
- 空中勤務訓練之規劃及執行。

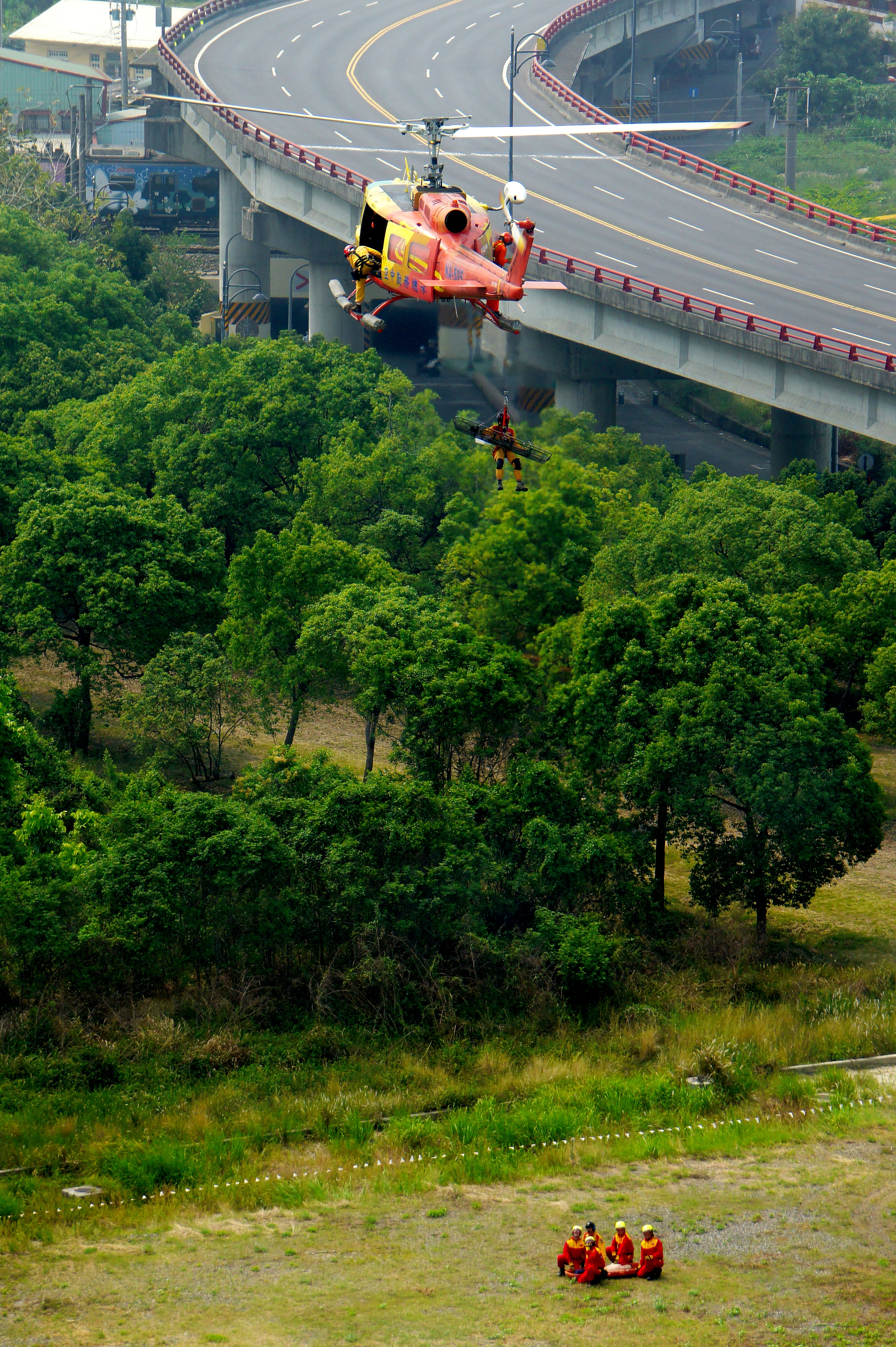
萬安演習時的空勤出動

- 支援各種天然災害及重大意外事故等災害搶救之空中救災。
- 支援山難搜尋、水上救溺及海上救難等人命搜救之空中救難。
- 支援緊急醫療之空中救護轉診、器官移植等空中救護。
- 支援災情觀測、重大緊急犯罪空中監控追緝、海洋（岸）空中偵察巡護、交通空中巡邏通報、環境污染調查、國土綜合規劃空勘攝等空中觀測偵察巡邏。
- 支援救（勘）災人員、裝備、物資之運送等空中運輸。
- 空中救災、救難及其他相關之演習訓練。
- 其他有關空中支援勤務。

## 戰時任務
當防衛作戰時期應急作戰階段，空勤總隊所屬直升機依行政院命令納入作戰序列，協力遂行國土防衛作戰，全數回歸中華民國陸軍航空特戰指揮部，所有飛行員均支援該部並接受派遣執行任務。

## 歷任首長
| 任 別                     | 姓 名                     | 任職期間                    | 備註                                                                                     |
| 空中勤務總隊籌備處 總隊長 | 空中勤務總隊籌備處 總隊長 | 空中勤務總隊籌備處 總隊長   | 空中勤務總隊籌備處 總隊長                                                                |
| ------------------------- | ------------------------- | --------------------------- | ---------------------------------------------------------------------------------------- |
| 代理                      | 簡太郎                    | 2004年3月10日－2005年8月8日 | 內政部常務次長兼代                                                                       |
| 1                         | 陳崇賢                    | 2005年8月9日－2005年11月8日 | 中央警官學校43期消防系 原任空中勤務總隊籌備處簡任副總隊長                                |
| 空中勤務總隊 總隊長       |                           |                             |                                                                                          |
| 1                         | 陳崇賢                    | 2005年11月9日－2010年9月8日 | 首任總隊長 2010年因心臟病申請退休獲准                                                    |
| 代理                      | 龔昶仁                    | 2010年9月9日－2011年3月31日 | 副總隊長代理                                                                             |
| 2                         | 龔昶仁                    | 2011年4月1日－2013年6月24日 | 中央警官學校46期消防學系 原任空中勤務總隊副總隊長 後任內政部參事、內政部役政署署長       |
| 3                         | 董劍城                    | 2013年6月24日－2019年3月4日 | 陸軍軍官學校正45期（65年班），首位軍職背景總隊長 原任空中勤務總隊第三大隊大隊長 屆齡退休 |
| 代理                      | 王啟通                    | 2019年3月5日－2019年5月31日 | 副總隊長代理                                                                             |
| 4                         | 井延淵                    | 2019年6月1日－現任          | 政治作戰學校22期 2010年12月國防部情報次長室助理次長兼執行官退伍 首位政務官總隊長         |

## 組織編制

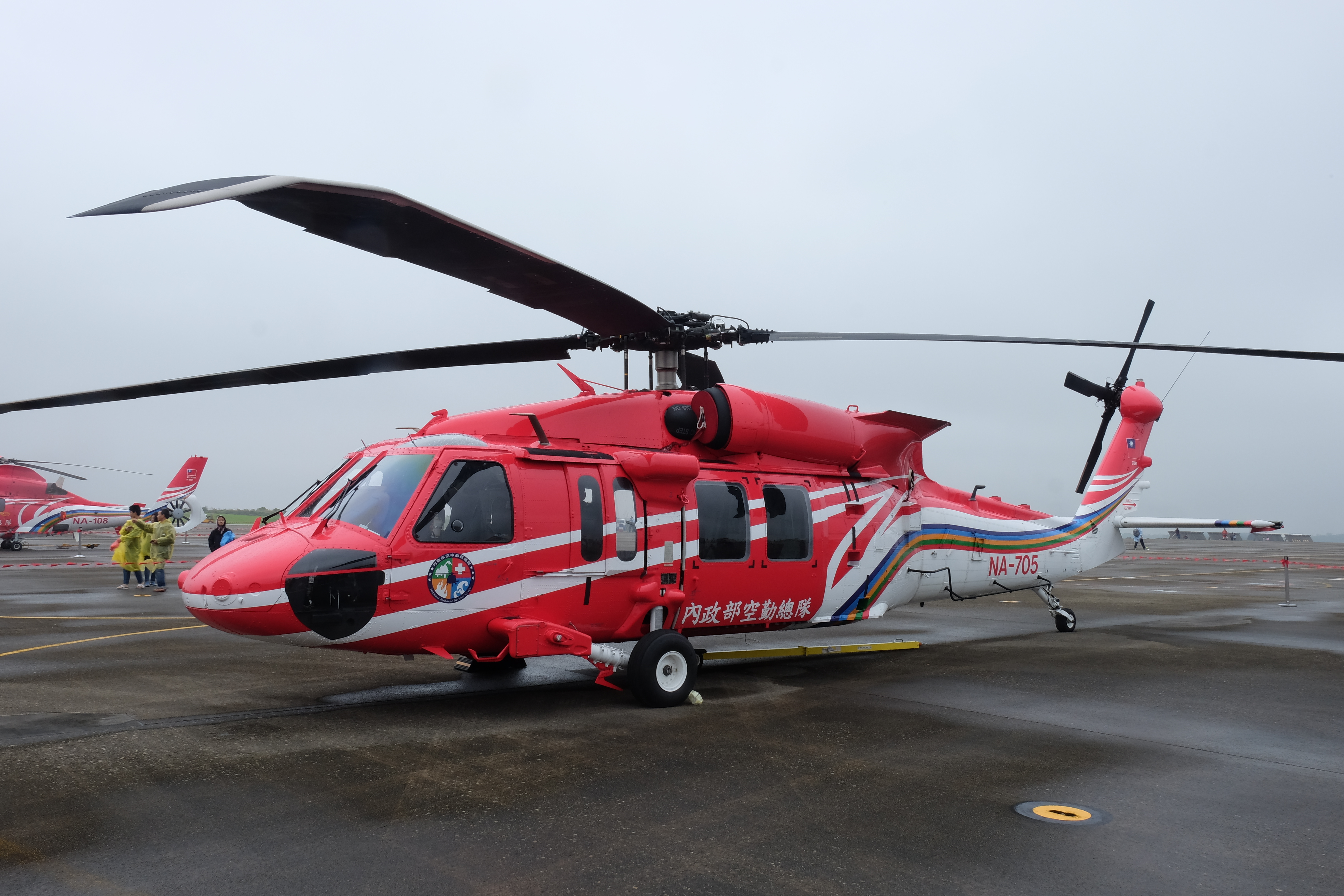
UH-60M

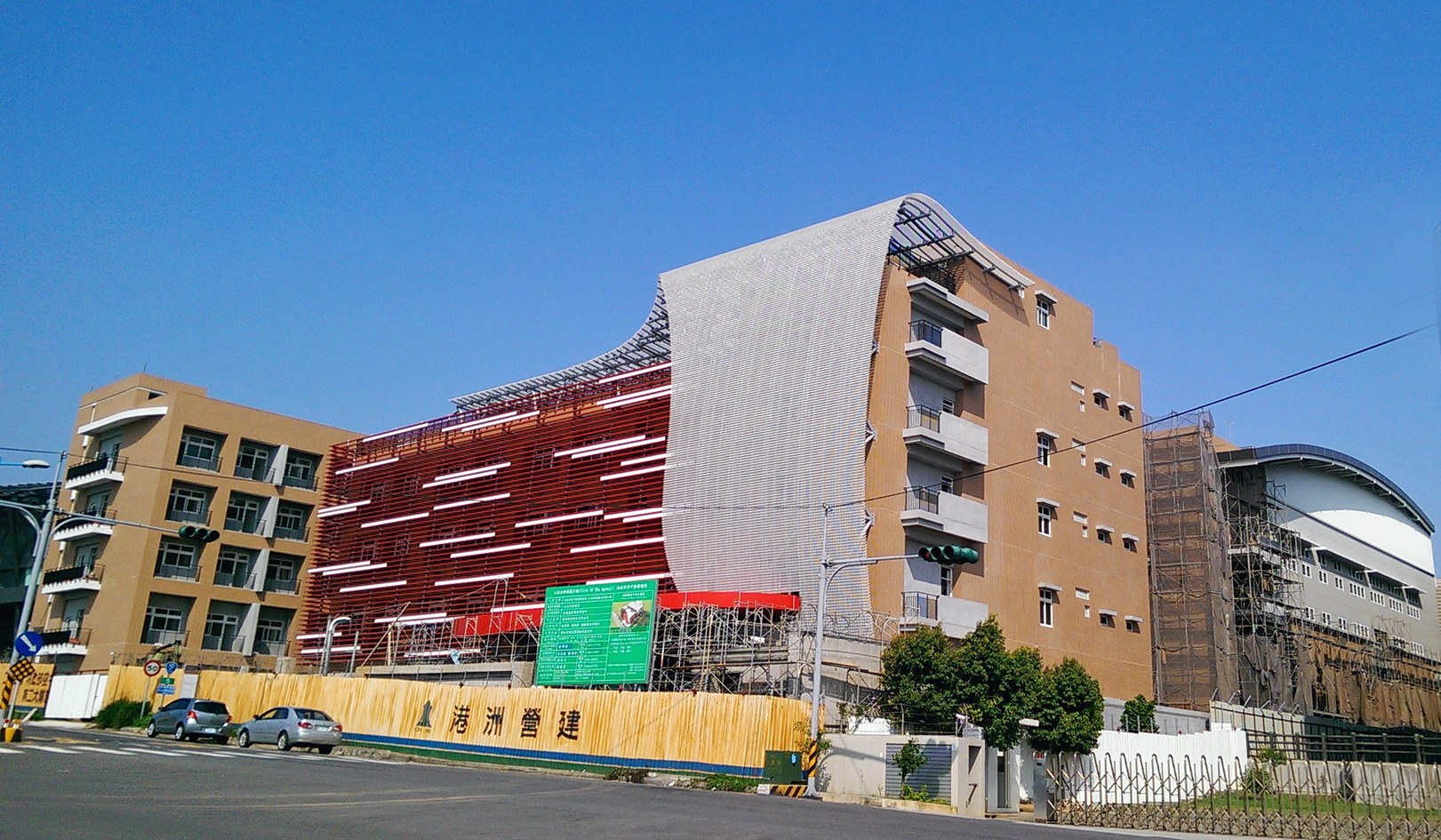
位於臺中航空站旁的內政部空中勤務總隊第二大隊

- 總隊長1人（比照簡任第十三職等或列簡任第十三職等）
  - 副總隊長2人（簡任第十二職等）
    - 主任秘書1人（簡任第十一職等）

### 業務單位
- 航勤組（分四科辦事）
  - 勤務指揮中心[8]
- 機務組（分三科辦事）
- 飛安組（分二科辦事）
- 秘書室
- 人事室
- 主計室
- 政風室

### 勤務單位
- 勤務第一大隊（分三隊辦事）
- 勤務第二大隊（分三隊辦事）
- 勤務第三大隊（分三隊辦事）

### 共勤人員
空勤總隊編制內無專責救傷護病之人員，執行空中救援任務時，均由申請直升機支援機關（如：消防署特種搜救隊、海巡署偵防分署空勤吊掛分隊）指派具醫護能力專業人員登機協同作業。

## 機隊駐地[9]
| 單位名稱     | 單位名稱 | 分區 | 所在機場   | 駐地位置                         | 服務區                                         |
| ------------ | -------- | ---- | ---------- | -------------------------------- | ---------------------------------------------- |
| 勤務第一大隊 | 第一隊   | 北區 | 松山機場   | 臺北巿松山區敦化北路340-15號     | 臺北市、新北市、基隆市、連江縣                 |
| 勤務第一大隊 | 第二隊   | 北區 | 松山機場   | 臺北巿松山區敦化北路340-15號     | 桃園市、新竹縣、新竹市                         |
| 勤務第一大隊 | 第三隊   | 北區 | 花蓮機場   | 花蓮縣新城鄉大漢村華興街1號      | 宜蘭縣、花蓮縣                                 |
| 勤務第二大隊 | 第一隊   | 中區 | 清泉崗機場 | 臺中市沙鹿區中航路一段68號       | 臺中市、苗栗縣、彰化縣、金門縣                 |
| 勤務第二大隊 | 第二隊   | 中區 | 清泉崗機場 | 臺中市沙鹿區中航路一段68號       | 機務隊（機型維修）                             |
| 勤務第二大隊 | 第三隊   | 中區 | 清泉崗機場 | 臺中市沙鹿區中航路一段68號       | 臺中市、苗栗縣、彰化縣、南投縣、雲林縣、金門縣 |
| 勤務第三大隊 | 第一隊   | 南區 | 臺南機場   | 臺南巿仁德區機場路1050號         | 嘉義縣、嘉義市、臺南市                         |
| 勤務第三大隊 | 第二隊   | 南區 | 小港機場   | 高雄巿小港區中山四路2號          | 高雄市、屏東縣、澎湖縣                         |
| 勤務第三大隊 | 第三隊   | 南區 | 臺東機場   | 臺東縣臺東巿中興路三段401巷525號 | 臺東縣                                         |

## 機隊
| 機型                | 種類             | 架數 | 原屬             | 現況   | 特色 |
| ------------------- | ---------------- | ---- | ---------------- | ------ | --- |
| 歐直AS365海豚直升機 | 單旋翼通用直升機 | 8架  | 內政部警政署     | 服役中 | 主要負責中低海拔與海上救難任務，原有12架，4架墜毀。 |
| B-234 MLR           | 雙旋翼運輸直升機 | 3架  | 內政部消防署     | 已退役 | 主要負責高海拔與海上救難任務。於1985年購入，原隸屬國防部與消防署空中消防隊籌備處，後於2016年7月退役，由波音公司買回改為消防直升機。                                                                                        |
| S-76B               | 單旋翼通用直升機 | 2架  | 交通部民用航空局 | 已退役 | 主要負責中低海拔與海上救難任務。 |
| UH-1H               | 單旋翼通用直升機 | 15架 | 內政部消防署     | 已退役 | 主要負責中低海拔任務，原有20架，5架墜毀。 |
| Beech-200           | 雙螺旋槳小型飛機 | 1架  | 交通部民用航空局 | 服役中 | 主要負責航空攝影、農業災害調查、台灣基本圖修測及空中偵巡等任務。 |
| Beech-350           | 雙螺旋槳小型飛機 | 1架  | 交通部民用航空局 | 已退役 | 主要負責航空攝影、農業災害調查、台灣基本圖修測及空中偵巡等任務。於2015年11月因降落時起落架潰縮，機腹著地而嚴重損毀。空勤總隊決議不予修復，因而退役。後於2015年12月，本機以熱交機致贈予國立虎尾科技大學飛機工程系教學使用。 |
| UH-60M              | 單旋翼軍用直升機 | 14架 | 中華民國國防部   | 服役中 | 主要負責高海拔與海上救難任務。為中華民國陸軍採購之60架黑鷹直升機中移撥使用，1架已墜毀。6架增裝前視紅外線熱顯像儀(FLIR)、夜間搜索燈、搜救尋向器、目標定位系統、氣象雷達和衛星通訊系統等6項裝備。                            |

## 重大意外
- 2003年3月1日，內政部消防署空中消防隊籌備處（空勤總隊前身）的UH-1H直昇機(NFA-901)，執行阿里山小火車出軌意外傷患救助任務時，於祝山觀日平台旁停機坪起飛，於離地高度約30呎時，尾旋翼擊中樹梢後失控墜落，造成人員死亡2人，重傷5人，該機全毀。
- 2005年11月7日，內政部空中勤務總隊籌備處波音234直昇機(NA-603)，在返場落地後關車時後主旋翼減震器斷裂，主旋翼擊中機身左上方部份。
- 2007年12月28日，空勤總隊UH-1H直昇機(NA-520)赴宜蘭縣大同鄉中嶺山區執行搜救任務，於救援吊掛作業過程中鋼纜斷裂，搜救隊員及待救援民眾墜落受重傷。
- 2008年1月19日，空勤總隊UH-1H直昇機(NA-508)至豐年機場西北方18海浬延平山區實施山難搜救人員物資運補作業。該機於返航起飛過程中，發動機組件故障迫降於河床上，機體旋翼受損，傳動軸斷裂，無人傷亡。
- 2008年7月11日，空勤總隊UH-1H直昇機(NA-518)執行組合訓練任務時迫降於馬太安溪訓練場地，航空器遭受實質損壞。
- 2009年8月11日，空勤總隊UH-1H直昇機(NA-502)執行莫拉克颱風水患救災任務時，因天候不佳於距伊拉部落西方之隘寮北溪左岸撞山，機組員3人殉職。
- 2015年11月7日，空勤總隊Beechcraft Super King Air 350定翼機(NA-302)於空拍任務後降落於清泉崗機場時，起落架上縮，導致飛機以機腹滑行降落於跑道上。飛機左右襟翼及螺旋槳受損，機載2位飛航組員及2位空拍員均安。因受損嚴重，空勤總隊決議不予修復，故退役。[11][1]
- 2016年3月11日，空勤總隊AS-365直升機(NA-107)於新北石門海域實施拋錨貨櫃船吊掛任務，疑因風速強勁，直升機突然失速，在空中迴旋4圈後墜入海中，接著沒入海裡，造成2死3傷[15]
- 2018年11月4日，空勤總隊AS-365N2直升機(NA-104)於吊掛高雄港外貨輪上之傷患時，傷患在即將吊掛回收進入機艙時脫離擔架，墜落入海，造成傷患死亡。經調查後認為是擔架受風、旋翼下洗氣流等影響，開始打轉，令病患大幅擺動雙臂，於機組員制止無效下自固定繩索內脫出，造成重心偏移、擔架傾斜，最後導致墜海。[16]
- 2018年2月5日，空勤總隊UH-60M直升機(NA-706)於蘭嶼西南方2海浬處失聯[17]，機上6人死亡。經調查後認定當時氣象仍屬安全操作範圍，事故原因為空勤總隊訓練不足，導致駕駛人為失誤、直升機墜海。[18]
- 2018年12月5日，空勤總隊AS-365N直昇機(NA-106)執行彭佳嶼西方約11浬處緊急醫療海上吊掛後送任務，釀成偵防分署特勤隊員一等士官長柯博承及一名印尼籍船長罹難。[19]
- 2020年4月7日，空勤總隊AS365直升機(NA-103)於下午3時35分左右在小港機場進行垂直起降訓練時墜落。直升機部分損毀，機上5人均安，自行脫困。經調查後認定為駕駛人為操作不當導致。[20][21][22]